# Polacy w obwodzie żytomierskim

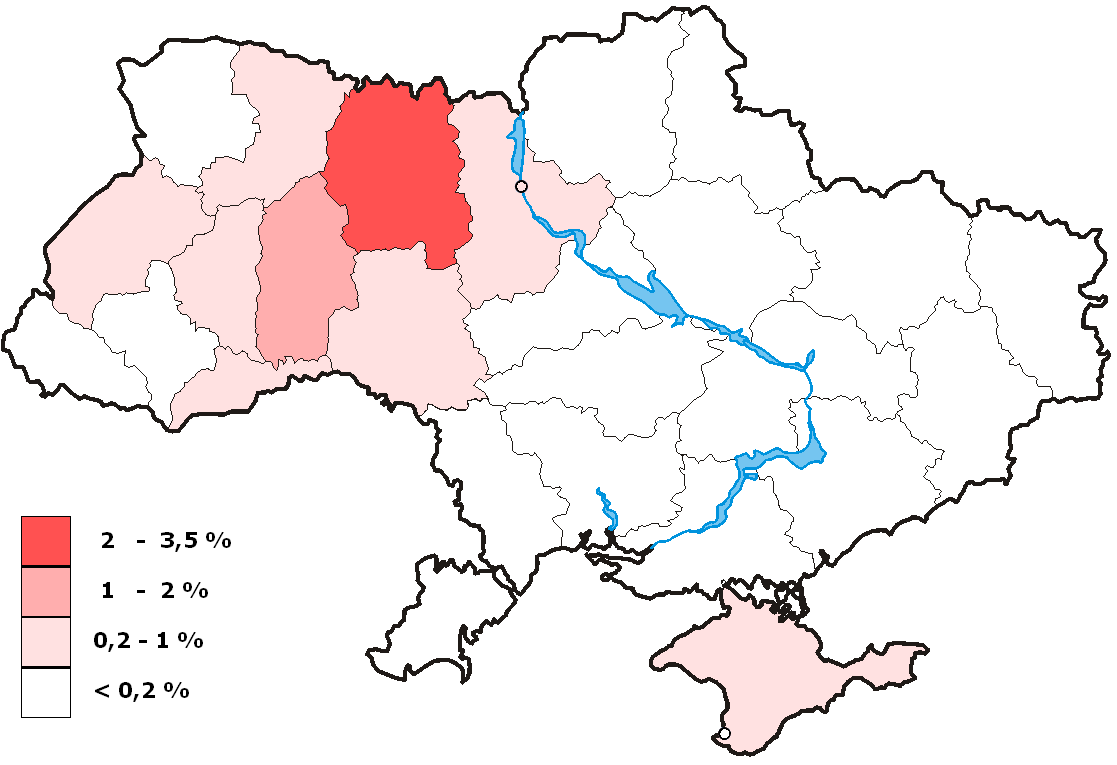
Mniejszość polska na Ukrainie według Wszechukraińskiego Spisu Ludności 2001

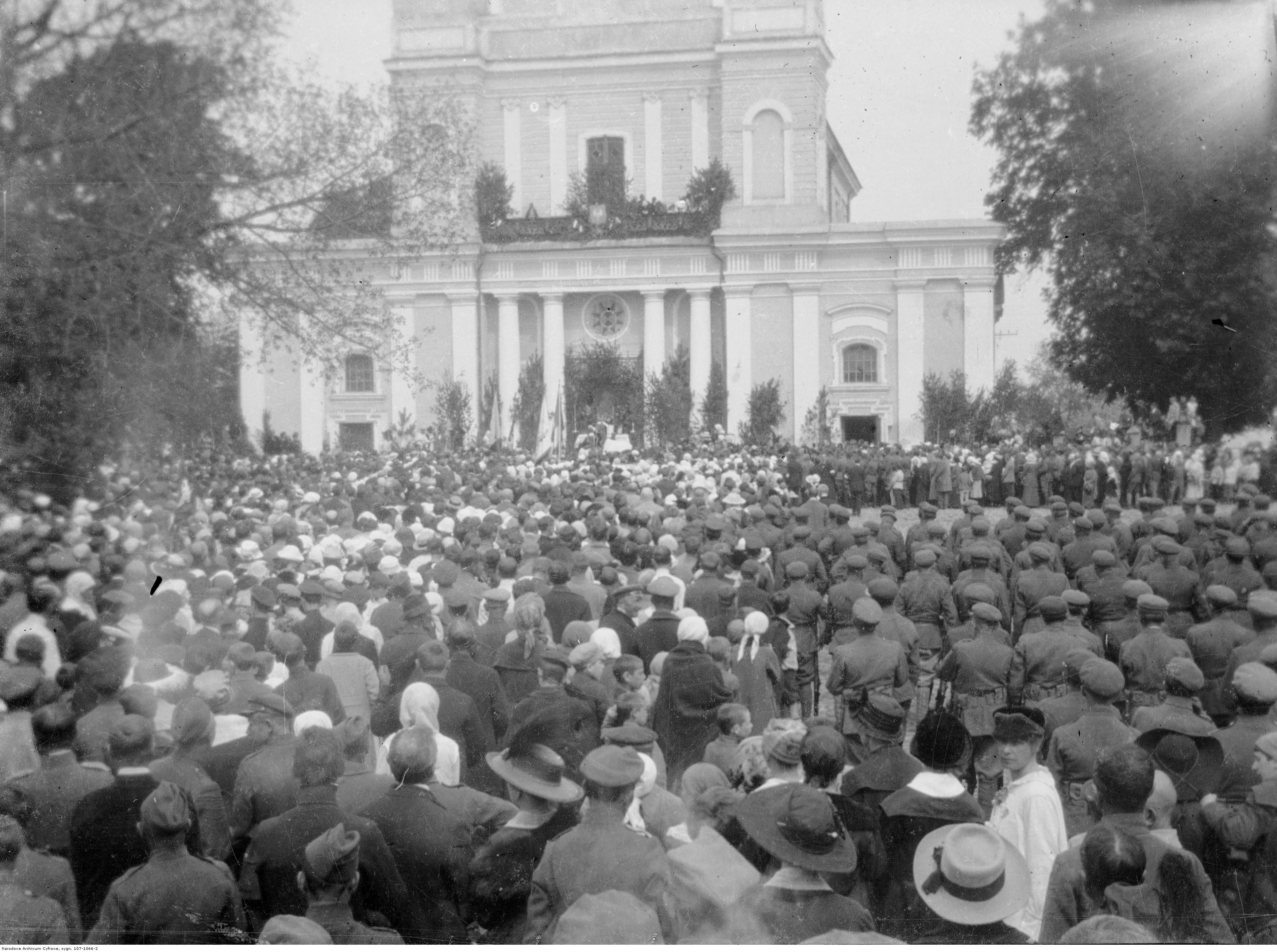
Msza święta w katedrze żytomierskiej z udziałem Józefa Piłsudskiego po zdobyciu miasta w ramach wyprawy kijowskiej w 1920 roku

Polacy w obwodzie żytomierskim – na terenie obwodu żytomierskiego mieszka 49 tysięcy osób deklarujących narodowość polską (według spisu powszechnego z 2001 roku). Jest to największe skupisko polskiej mniejszości narodowej na Ukrainie. Polacy zamieszkują m.in. Żytomierz, Dołbysz, Nowogród Wołyński, Korosteń, Berdyczów i Emilczyn.
Obecność Polaków w tej części Ukrainy sięga czasów Rzeczypospolitej Obojga Narodów, kiedy to nastąpił rozwój polskiego osadnictwa  (XVII wiek). Po II rozbiorze Polski Żytomierszczyzna stała się częścią Imperium Rosyjskiego prowadzącego politykę rusyfikacji i zwalczania polskości. Rosyjski spis ludności z 1897 roku wykazał ponad 65 tysięcy Polaków mieszkających na Żytomierszczyźnie. Po I wojnie światowej, wojnie domowej w Rosji i wojnie polsko-bolszewickiej Żytomierszczyzna znalazła się w granicach ZSRR. Początkowo władze sowieckie utworzyły Polski Rejon Narodowy im. Juliana Marchlewskiego z siedzibą w Dołbyszu jako próba stworzenia namiastki sowieckiej Polski, ale w latach 30. przystąpiły do bezwzględnej likwidacji polskości (Operacja polska NKWD).

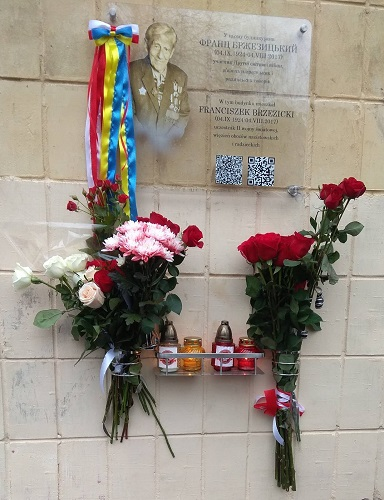
Tablica upamiętniająca Franciszka Brzezickiego w Żytomierzu

Dopiero upadek ZSRR i powstanie niepodległej Ukrainy umożliwiły powstanie polskich organizacji i szkół. W Żytomierzu działają m.in.: szkoła sobotnio-niedzielna funkcjonująca przy Żytomierskim Obwodowym Związku Polaków na Ukrainie, szkoła wiedzy o Polsce działająca przy Zjednoczeniu Szlachty Polskiej oraz Dom Polski w Żytomierzu. Ukazuje się też polska prasa (m.in. Słowo Polskie, Głos Polonii). Miejscowi Polacy opiekują się starym cmentarzem polskim – jedną z najważniejszych polskich nekropolii na wschodzie. Ważną i znaną postacią wśród Polaków Żytomierszczyzny był Franciszek Brzezicki (zmarły w 2017 roku więzień niemieckich nazistowskich obozów koncentracyjnych i sowieckich łagrów). W 2019 roku odsłonięto tablicę pamiątkową.
Język polski obecny jest w życiu Kościoła rzymskokatolickiego (diecezji kijowsko-żytomierska) oraz nauczany w niektórych szkołach publicznych, jednak wiele dekad rusyfikacji i sowietyzacji, zwalczania Kościoła i wszelkich przejawów polskości oraz braku polskiej oświaty sprawiły, że niewielu żytomierskich Polaków posługuje się językiem polskim.

## Źródła
- Kamil Dwornik, Polacy wśród mniejszości narodowych współczesnej Ukrainy
- Olha Makarowa Polacy i język polski na Żytomierszczyźnie